# Mika
För andra betydelser, se Mika (olika betydelser).
Mika (מִיכָה) var en profet verksam i Israel omkring 735-700 f.Kr. Hans profetior utgör grunden i Mikas bok, en bok i judendomens Neviim ("profeterna") och kristendomens Gamla Testamente. Inom kristendomen benämns han som en av de "mindre" profeterna. Enligt de flesta kritiker var det Mika själv som skrev kapitel 1-3; och möjligen även kapitel 6 och delar av 7. 

## Syfte
Mika inleder med att förklara hur huvudstäderna Samaria i Israel och Jerusalem i Juda hotas av bestraffning för sina vederstyggelser. I kapitel tre förklarar han hur prästerskapet hade börjat göra gudstjänster mot betalning  och hur även profeterna tog betalt för sina profetior, som de utformade efter hur mycket de fått betalt . Han låter dock meddela att Guds förbund med Israel kommer att fortstå, men att Gud kommer att rensa undan allt det onda. 
I kapitel 5-6 talar Mika om Guds frälsning, och om hur den kommande Messias ska födas i den lilla staden Betlehem.